# (32184) Yamaura
(32184) Yamaura est un astéroïde de la ceinture principale.

## Description
(32184) Yamaura est un astéroïde de la ceinture principale. Il fut découvert le 8 juillet 2000 au Bisei Spaceguard Center par le programme BATTeRS. Il présente une orbite caractérisée par un demi-grand axe de 2,55 UA, une excentricité de 0,20 et une inclinaison de 12,1° par rapport à l'écliptique.

## Compléments